# أودينغستن
أودينغستُن (بالإنجليزية: Uddingston، وبالاسكتلندية: Uddinstoun، وبالغيلية الاسكتلندية: Baile Udain) هي مدينة صغيرة في مقاطعة ساوث لاناركشاير الاسكتلندية. تقع على بعد 11 كيلومترًا (7 أميال) جنوب شرق غلاسغو، على الضفة الشمالية لنهر كلايد، وتعد ضمن ضواحي مدينة غلاسغو.

## أعلام المدينة
ولد في أودينغستُن العالم والطبيب جيمس وايت بلاك، الحاصل على جائزة نوبل في الطب سنة 1988 لاكتشافه عقاري البروبرانولول والسايمتدين، كما خرج منها العديد من لاعبي كرة القدم البارزين، ومنهم جيمي جونستون وجون روبرتسون.